# Jaukkaraselkä
Jaukkaraselkä är en kulle i Finland.   Den ligger i den ekonomiska regionen  Fjäll-Lappland  och landskapet Lappland, i den norra delen av landet, 900 km norr om huvudstaden Helsingfors. Toppen på Jaukkaraselkä är 252 meter över havet.
Terrängen runt Jaukkaraselkä är huvudsakligen platt. Trakten runt Jaukkaraselkä är nära nog obefolkad, med mindre än två invånare per kvadratkilometer.